# 우메키 쓰바사
우메키 쓰바사(일본어: 梅木 翼, 1998년 11월 24일~)는 일본의 축구 선수이다.

## 구단 경력
그는 2020년 J2리그의 레노파 야마구치 FC에 입단했다. 2024년까지 96경기에 출전하여, 14득점을 넣었다. 2024년 7월 베갈타 센다이로 이적했다. 2025년 7월 블라우블리츠 아키타로 이적했다.